# 8. Primetime Emmy-gála
A 8. Primetime Emmy-gála során az 1955-ben főműsoridőben bemutatott, amerikai televíziós programokat értékelték. A jelölteket az Academy of Television Arts & Sciences választotta ki. A Los Angeles-i Pan Pacific Auditoriumban tartott ceremóniát az NBC közvetítette 1956. március 17-én. A műsor házigazdái Art Linkletter és John Charles Daly voltak.

## Győztesek és jelöltek
A nyertesek félkövérrel jelölve.

### Műsorok
| Legjobb vígjátéksorozat | Legjobb drámasorozat |
| --- | --- |
| - The Phil Silvers Show (CBS) - The Bob Cummings Show (CBS) - Caesar's Hour (NBC) - The George Gobel Show (NBC) - The Jack Benny Program (CBS) - Make Room for Daddy (ABC) | - Producers' Showcase (NBC) - Climax! (CBS) - Goodyear Television Playhouse (NBC) - Studio One (CBS) - The United States Steel Hour (CBS)               |
| Legjobb varietéműsor | Legjobb vetélkedő |
| - The Ed Sullivan Show (CBS) - The Dinah Shore Show (NBC) - Ford Star Jubilee (CBS) - The Perry Como Show (NBC) - Shower of Stars (CBS) | - The $64,000 Question (CBS) - I've Got a Secret (CBS) - People Are Funny (NBC) - What's My Line? (CBS) - You Bet Your Life (NBC)                       |
| Legjobb akció- és kalandsorozat | Legjobb gyerekműsor |
| - Disneyland (ABC) - Alfred Hitchcock bemutatja (CBS) - Dragnet (NBC) - Gunsmoke (CBS) - The Lineup (CBS) | - Lassie (CBS) - Ding Dong School (NBC) - Kukla, Fran and Ollie (ABC) - The Mickey Mouse Club (ABC) - The Pinky Lee Show (NBC) - Puppet Playhouse (NBC) |
| Legjobb ismeretterjesztő műsor | Legjobb hírműsor |
| - Omnibus (CBS) - Meet the Press (NBC) - Person to Person (CBS) - See It Now (CBS) - Wide Wide World (NBC) | - A-Bomb Coverage (CBS) - 7. Primetime Emmy-gála (NBC) - 27. Oscar-gála (NBC) - Rose Bowl (NBC) - World Series (NBC)                                    |
| Legjobb zenés műsor | Legjobb napi műsor |
| - Your Hit Parade (NBC) - Coke Time with Eddie Fisher (NBC) - The Dinah Shore Show (NBC) - The Perry Como Show (NBC) - The Voice of Firestone (CBS) | - Matinee Theatre (NBC) - The Bob Crosby Show (CBS) - The Garry Moore Show (CBS) - Home (NBC) - Today (NBC)                                             |
| Az év műsora | |
| - Producers' Showcase (Epizód: "Peter Pan") (NBC) - Disneyland (Epizód: "Davy Crocket and the River Pirates") (ABC) - Ford Star Jubilee (Epizód: "The Caine Mutiny Court-Martial") (CBS) - Make Room for Daddy (Epizód: "Peter Pan Meets Rusty Williams") (ABC) - Producers' Showcase (Epizód: "The Sleeping Beauty") (NBC) - The United States Steel Hour (Epizód: "No Time for Sergeants") (CBS) - Wide Wide World (Epizód: "The American West") (NBC) | |

### Színészek

#### Főszereplők
| Legjobb férfi főszereplő | Legjobb női főszereplő |
| --- | --- |
| - Phil Silvers – The Phil Silvers Show (Ernest G. Bilko) (CBS) - Robert Cummings – The Bob Cummings Show (Bob Collins) (CBS) - Jackie Gleason – The Honeymooners (Ralph Kramden) (CBS) - Danny Thomas – Make Room for Daddy (Danny Williams) (ABC) - Robert Young – Father Knows Best (Jim Anderson) (CBS) | - Lucille Ball – I Love Lucy (Lucy Ricardo) (CBS) - Gracie Allen – The George Burns and Gracie Allen Show (Gracie Allen) (CBS) - Eve Arden – Our Miss Brooks (Connie Brooks) (CBS) - Ann Sothern – Private Secretary (Susie McNamara) (CBS) |

#### Mellékszereplők
| Legjobb férfi mellékszereplő | Legjobb női mellékszereplő |
| --- | --- |
| - Art Carney – The Honeymooners (Ed Norton) (CBS) - Ed Begley – Kraft Television Theatre (Epizód: "Patterns") (Andy Sloane) (NBC) - William Frawley – I Love Lucy (Fred Mertz) (CBS) - Carl Reiner – Caesar's Hour (További szereplők) (NBC) - Cyril Ritchard – Producers' Showcase (Epizód: "Peter Pan") (Mr. Darling / Hook kapitány) (NBC) | - Nanette Fabray – Caesar's Hour (További szereplők) (NBC) - Ann B. Davis – The Bob Cummings Show (Epizód: "Schultzy's Dream World") (Charmaine Schultz) (CBS) - Jean Hagen – Make Room for Daddy (Margaret Williams) (ABC) - Audrey Meadows – The Honeymooners (Alice Kramden) (CBS) - Thelma Ritter – Goodyear Television Playhouse (Epizód: "The Catered Affair") (Aggie Hurley) (NBC) |

#### Egyedülálló alakítások
| Legjobb egyedülálló alakítást nyújtó színész | Legjobb egyedülálló alakítást nyújtó színésznő |
| --- | --- |
| - Lloyd Nolan – Ford Star Jubilee (Epizód: "The Caine Mutiny Court-Martial") (Queeg) (CBS) - Ralph Bellamy – The United States Steel Hour (Epizód: "The Fearful Decision") (Az apa) (CBS) - José Ferrer – Producers' Showcase (Epizód: "Cyrano de Bergerac") (Cyrano) (NBC) - Everett Sloane – Kraft Television Theatre (Epizód: "Patterns") (Az elnök) (NBC) - Barry Sullivan – Ford Star Jubilee (Epizód: "The Caine Mutiny Court-Martial") (Greenwald) (CBS) | - Mary Martin – Producers' Showcase (Epizód: "Peter Pan") (Pán Péter) (NBC) - Julie Harris – The United States Steel Hour (Epizód: "A Wind from the South") (Shevawn) (CBS) - Eva Marie Saint – Producers' Showcase (Epizód: "Our Town") (Emily) (NBC) - Jessica Tandy – Producers' Showcase (Epizód: "The Fourposter") (A feleség) (NBC) - Loretta Young – The Loretta Young Show (Epizód: "Christmas Stopover") (Sadie) (NBC) |

### Rendezők
| Legjobb rendező (televíziós műsor) | Legjobb rendező (élő műsor) |
| --- | --- |
| - The Phil Silvers Show – Nat Hiken (CBS) - Alfred Hitchcock bemutatja (Epizód: "The Case of Mr. Pelham") – Alfred Hitchcock (CBS) - The Bob Cummings Show – Rod Amateau (CBS) - Dragnet – Jack Webb (NBC) - Make Room for Daddy – Sheldon Leonard (ABC) - You Are There – Bernard Girard (CBS) | - Ford Star Jubilee (Epizód: "The Caine Mutiny Court-Martial") – Franklin Schaffner (CBS) - Climax! (Epizód: "Portrait in Celluloid") – John Frankenheimer (CBS) - Producers' Showcase (Epizód: "Our Town") – Delbert Mann (NBC) - Producers' Showcase (Epizód: "Peter Pan") – Clark Jones (NBC) - The United States Steel Hour (Epizód: "No Time for Sergeants") – Alex Segal (CBS) |

### Producerek
| Legjobb producer (televíziós műsor) | Legjobb producer (élő műsor) |
| --- | --- |
| - Disneyland – Walt Disney (ABC) - The Bob Cummings Show – Paul Henning (CBS) - Medic – Frank LaTourette (NBC) - The Phil Silvers Show – Nat Hiken (CBS) - You Are There – James D. Fonda (CBS) | - Producers' Showcase – Fred Coe (NBC) - Alcoa-Goodyear Playhouse – Herbert Brodkin (NBC) - Climax! – Martin Manulis (CBS) - The George Gobel Show – Hal Kanter (NBC) - The United States Steel Hour – The Theatre Guild (CBS) - Wide Wide World – Barry Wood (NBC) |

### Forgatókönyvírók
| Legjobb eredeti forgatókönyv | Legjobb adaptált forgatókönyv |
| --- | --- |
| - Kraft Television Theatre (Epizód: "Patterns") – Rod Serling (NBC) - Alcoa-Goodyear Playhouse (Epizód: "A Catered Affair") – Paddy Chayefsky (NBC) - Alcoa-Goodyear Playhouse (Epizód: "Thunder over Washington") – David Davidson (NBC) - The Philco Television Playhouse (Epizód: "A Man is Ten Feet Tall") – Robert Alan Aurthur (NBC) - The United States Steel Hour (Epizód: "Fearful Decision") – Cyril Hume, Richard Maibaum (CBS) | - Ford Star Jubilee (Epizód: "The Caine Mutiny Court-Martial") – Paul Gregory, Franklin Schaffner (CBS) - The 20th Century Fox Hour (Epizód: "Miracle on 34th Street") – John Monks (CBS) - The 20th Century Fox Hour (Epizód: "The Ox-Bow Incident") – David Dortort (CBS) - Climax! (Epizód: "The Champion") – Rod Serling (CBS) - Producers' Showcase (Epizód: "Our Town") – David Shaw (NBC) |
| Legjobb forgatókönyv (vígjátéksorozat) | |
| - The Phil Silvers Show – Arnold Auerbach, Barry Blitzer, Vincent Bogert, Nat Hiken, Coleman Jacoby, Harvey Orkin, Arnold Rosen, Terry Ryan, Tony Webster (CBS) - Caesar's Hour – Mel Brooks, Selma Diamond, Larry Gelbart, Sheldon Keller, Mel Tolkin (NBC) - The George Gobel Show – Everett Greenbaum, Hal Kanter, Howard Leeds, Harry Winkler (NBC) - I Love Lucy – Bob Carroll, Jr., Jess Oppenheimer, Madelyn Pugh Davis, Bob Schiller, Bob Weiskopf (CBS) - The Jack Benny Program – George Balzer, Hal Goldman, Al Gordon, Sam Perrin (CBS) | |

### Különleges előadások
| Legkülönlegesebb előadás (egyszemélyes vagy csoportos)}}                              |
| ------------------------------------------------------------------------------------- |
| - Marcel Marceau - Harry Belafonte - Victor Borge - Sammy Davis Jr. - Donald O'Connor |

### Színészek

#### Főszereplők
| Legjobb férfi főszereplő | Legjobb női főszereplő |
| --- | --- |
| - Danny Thomas – Make Room for Daddy (Danny Williams) (ABC) - Richard Boone – Medic (Dr. Konrad Styner) (NBC) - Robert Cummings – My Hero (Bob Beanblossom) (NBC) - Jackie Gleason – The Jackie Gleason Show (Ralph Kramden) (CBS) - Jack Webb – Dragnet (Joe Friday) (NBC) | - Loretta Young – The Loretta Young Show (Önmaga) (NBC) - Gracie Allen – The George Burns and Gracie Allen Show (Gracie Allen) (CBS) - Eve Arden – Our Miss Brooks (Connie Brooks) (CBS) - Lucille Ball – I Love Lucy (Lucy Ricardo) (CBS) - Ann Sothern – Private Secretary (Susie McNamara) (CBS) |

#### Mellékszereplők
| Legjobb férfi mellékszereplő | Legjobb női mellékszereplő |
| --- | --- |
| - Art Carney – The Jackie Gleason Show (Ed Norton) (CBS) - Ben Alexander – Dragnet (Frank Smith) (NBC) - Don DeFore – The Adventures of Ozzie and Harriet (Thorny) (ABC) - William Frawley – I Love Lucy (Fred Mertz) (CBS) - Gale Gordon – Our Miss Brooks (Osgood Conklin) (CBS) | - Audrey Meadows – The Jackie Gleason Show (Alice Kramden) (CBS) - Bea Benaderet – The George Burns and Gracie Allen Show (Blanche Morton) (CBS) - Jean Hagen – Make Room for Daddy (Margaret Williams) (ABC) - Marion Lorne – Mister Peepers (Mrs. Gurney) (NBC) - Vivian Vance – I Love Lucy (Ethel Mertz) (CBS) |

#### Egyedülálló alakítások
| Legjobb egyedülálló alakítást nyújtó színész | Legjobb egyedülálló alakítást nyújtó színésznő |
| --- | --- |
| - Robert Cummings – Studio One (Epizód: "Twelve Angry Men") (Nyolcas esküdt) (CBS) - Frank Lovejoy – Lux Video Theatre (Epizód: "Double Indemnity") (Walter Neff) (CBS) - Fredric March – The Best of Broadway (Epizód: "The Royal Family") (Tony Cavendish) (CBS) - Fredric March – Shower of Stars (Epizód: "A Christmas Carol") (Ebenezer Scrooge) (CBS) - Thomas Mitchell – The Ford Television Theatre (Epizód: "The Good of His Soul") (Devlin) (NBC) - David Niven – Four Star Playhouse (Epizód: "The Answer") (Deacon) (CBS) | - Judith Anderson – Hallmark Hall of Fame (Epizód: "Macbeth") (Lady Macbeth) (CBS) - Ethel Barrymore – Climax! (Epizód: "The Thirteenth Chair") (osalie La Grange) (CBS) - Beverly Garland – Medic (Epizód: "White Is the Color") (Estelle Collins) (NBC) - Ruth Hussey – Lux Video Theatre (Epizód: "Craig's Wife") (Harriet Craig) (CBS) - Dorothy McGuire – Climax! (Epizód: "The Gioconda Smile") (Janet Spence) (CBS) - Eva Marie Saint – The Philco Television Playhouse (Epizód: "Middle of the Night") (Betty) (NBC) - Claire Trevor – Lux Video Theatre (Epizód: "Ladies in Retirement") (Ellen Creed) (CBS) |

### Rendezők
| Legjobb rendező |
| --- |
| - Studio One (Epizód: "Twelve Angry Men") – Franklin Schaffner (CBS) - Four Star Playhouse – Roy Kellino (CBS) - The Loretta Young Show – Robert Florey (NBC) - The United States Steel Hour – Alex Segal (ABC) - Waterfront – Ted Post (szindikált sugárzás) - Your Hit Parade – Clark Jones (NBC) |

### Forgatókönyvírók
| Legjobb forgatókönyv (vígjátéksorozat) | Legjobb forgatókönyv (drámasorozat) |
| --- | --- |
| - The George Gobel Show – James B. Allardice, Jack Douglas, Hal Kanter, Harry Winkler (NBC) - I Love Lucy – Jess Oppenheimer, Bob Carroll, Jr., Madelyn Pugh Davis (CBS) - The Jack Benny Program – George Balzer, Milt Josefsberg, Sam Perrin, John Tackaberry (CBS) - The Jackie Gleason Show – Jackie Gleason (CBS) - Make Room for Daddy – Danny Thomas (ABC) - Mister Peepers – Jim Fritzell, Everett Greenbaum (NBC) | - Studio One (Epizód: "Twelve Angry Men") – Reginald Rose (CBS) - Climax! (Epizód: "An Error in Chemistry") – David Dortort (CBS) - Four Star Playhouse (Epizód: "The Answer") – Leonard Freeman (CBS) - Medic (Epizód: "White Is the Color") – James Moser (NBC) - The Philco Television Playhouse – Paddy Chayefsky (NBC) |

### Egyéb kategóriák
| Legjobb riporter | Legjobb új műsorvezető |
| --- | --- |
| - John Daly (ABC) - Douglas Edwards (CBS) - Clete Roberts (szindikált sugárzás) - John Cameron Swayze (NBC) - Eric Sevareid (CBS) | - George Gobel (NBC) - Richard Boone (NBC) - Walt Disney (ABC) - Preston Foster (szindikált sugárzás) - Tennessee Ernie Ford (CBS) - Michael O'Shea (NBC) - Fess Parker (ABC) |

### Énekesek
| Legjobb énekes | Legjobb énekesnő                                                                                        |
| --- | --- |
| - Perry Como (NBC) - Eddie Fisher (NBC) - Frankie Laine (szindikált sugárzás) - Gordon MacRae (NBC) - Tony Martin (NBC) | - Dinah Shore (NBC) - Jane Froman (CBS) - Peggy King (NBC) - Gisele MacKenzie (NBC) - Jo Stafford (CBS) |

## Fordítás
- Ez a szócikk részben vagy egészben  a(z)   8th Primetime Emmy Awards című angol Wikipédia-szócikk fordításán alapul.  Az eredeti cikk szerkesztőit annak laptörténete sorolja fel. Ez a jelzés csupán a megfogalmazás eredetét és a szerzői jogokat jelzi, nem szolgál a cikkben szereplő információk forrásmegjelöléseként.